# ستيوارت لانكستر
ستيوارت لانكستر (بالإنجليزية: Stuart Lancaster)‏ هو ممثل أمريكي، ولد في 30 نوفمبر 1920 بإيفانستون في الولايات المتحدة، وتوفي في 22 ديسمبر 2000 بلوس أنجلوس في الولايات المتحدة.

## أعمال

### أفلام
- (1992) عودة الرجل الوطواط

## وصلات خارجية
- ستيوارت لانكستر على موقع IMDb (الإنجليزية)
- ستيوارت لانكستر على موقع ألو سيني (الفرنسية)
- ستيوارت لانكستر على موقع أول موفي (الإنجليزية)
- ستيوارت لانكستر على موقع قاعدة بيانات برودواي على الإنترنت (الإنجليزية)
- ستيوارت لانكستر على موقع قاعدة بيانات الفيلم (الإنجليزية)
- ستيوارت لانكستر على موقع كينوبويسك (الروسية)